# Katsumi Watanabe
Katsumi Watanabe (japanska: 渡部 勝美?, Watanabe Katsumi), född den 16 maj 1962 i Hokkaido, är en japansk före detta basebollspelare som tog brons för Japan vid olympiska sommarspelen 1992 i Barcelona. Han var pitcher och deltog i två matcher i gruppspelet, där han var 0-1 (inga vinster och en förlust) med en earned run average (ERA) på 5,62 och sju strikeouts.